# Une femme tombée du ciel
Pour l'épisode de série télévisée, voir Tombée du ciel.
Une femme tombée du ciel est un vaudeville en un acte d'Auguste Lefranc, représenté pour la 1re fois à Paris sur le Théâtre du Panthéon en 1836.
C'était la première pièce de cet auteur, qui en fera jouer une cinquantaine. Il est possible qu'il ait bénéficié de l'appui de son cousin Scribe pour la faire accepter.[réf. souhaitée]